# Coby Electronics Corporation

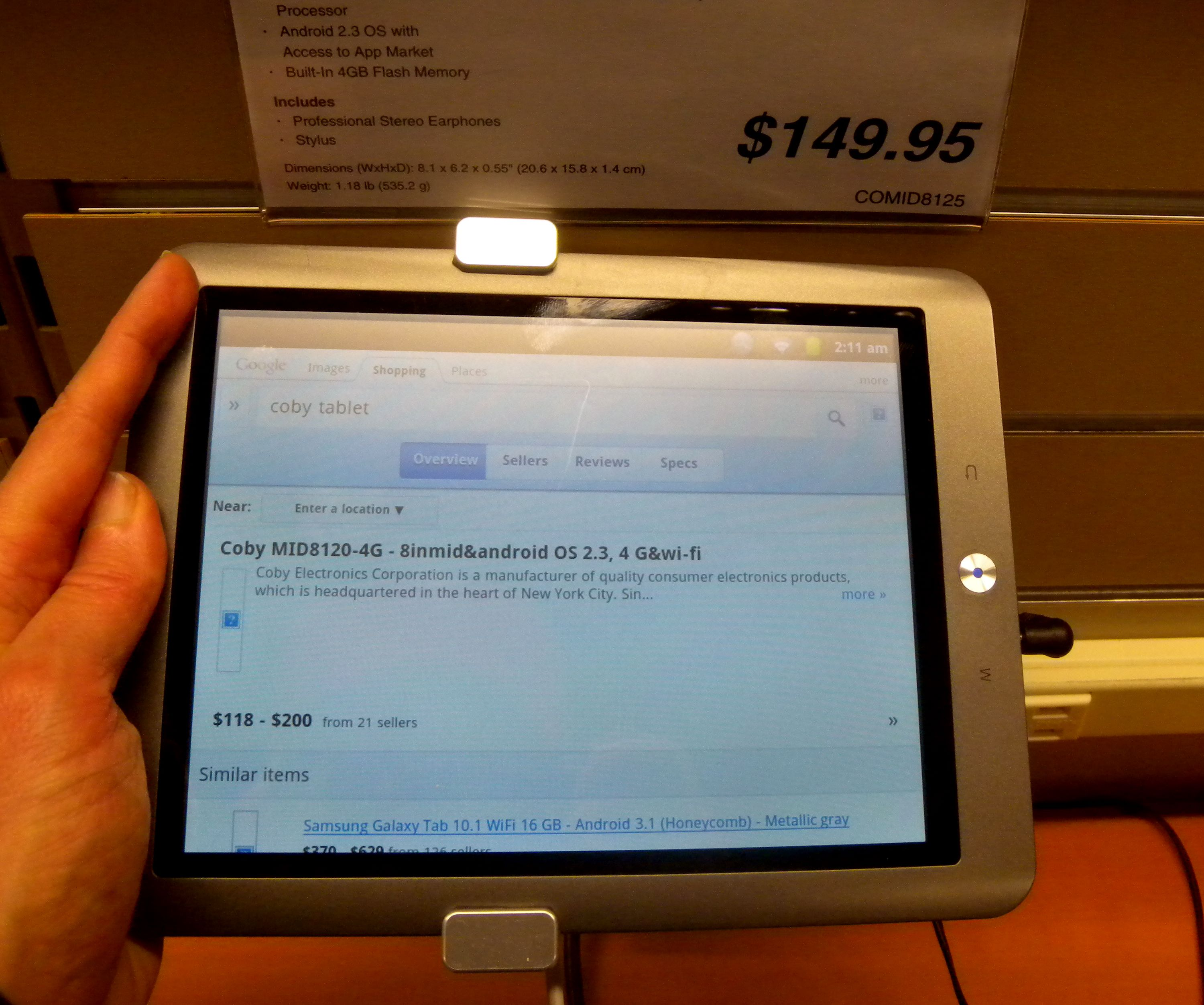
Tablet de 8 polegadas à venda no showroom noroeste da B&H Photo.

Coby é uma marca de eletrônicos originária da Coreia do Sul.
Os produtos da Coby podem ser encontrados em muitas lojas, mais comumente em mercados de lojas eletrônicas. Podem ser encontrados em lojas de descontos, devido ao fato de que eles querem estimular o baixo preço no mercado. 

## Produtos
Os produtos são amplamente variados no mercado de eletrônicos, mas mais voltados ao vídeo e ao áudio. Entre os produtos mais comuns, estão incluídos:
- DVD players
- televisões
- Áudio portátil (CD players, MP3 players, etc)
- Fones de ouvido
- Telefones
- Áudio Home (Home Theater, etc)

Todos os produtos possuem caixas únicas, e a maioria é facilmente visível. Há uma descrição geral sobre eles e fotos que mostram o produto em uso.